# Toui aymara
Psilopsiagon aymara
Espèce
Statut de conservation UICN

 LC  : Préoccupation mineure
Statut CITES
Le Toui aymara (Psilopsiagon aymara anciennement Bolborhynchus aymara), dite aussi Perruche aymara est une espèce d'oiseaux appartenant à la famille des Psittacidae.

## Description
Cette espèce mesure 19 à 20 cm. Le plumage présente une dominante verte sur les parties supérieures avec le front, la calotte et la nuque marron. Les joues et la poitrine sont gris très pâle, le ventre violet et gris dans des teintes très claires également.

## Habitat
Cet oiseau vit sur les pentes sèches se prolongeant par des vallées boisées et herbeuses dans les régions montagneuses surtout entre 1 800 et 3 000 m d'altitude. En hiver, elles descendent vers des régions plus basses.

## Répartition
Cet oiseau peuple les yungas méridionales.

## Alimentation
Cet oiseau consomme des graines, des fruits et des feuilles.